# Kartalije
Kartalije is een plaats in de gemeente Vojnić in de Kroatische provincie Karlovac. De plaats telt 43 inwoners (2011).